# Hippolyte Ducos
 (décembre 2020).
Si vous disposez d'ouvrages ou d'articles de référence ou si vous connaissez des sites web de qualité traitant du thème abordé ici, merci de compléter l'article en donnant les références utiles à sa vérifiabilité et en les liant à la section « Notes et références ».
Hippolyte Ducos est un homme politique français, né le 3 octobre 1881 à Saint-André (Haute-Garonne) et mort le 14 novembre 1970 à Saint-Gaudens.

## Biographie
Fils d'un cultivateur, c'est grâce à une bourse d'études qu'Hippolyte Ducos suit les cours du collège de Revel, où il fait la rencontre de Vincent Auriol. Brillant élève, il obtient une bourse encore pour s'inscrire en faculté, à Montpellier, et devient agrégé de Lettres.
Il enseigne alors en lycée, dans différentes villes du Sud-Ouest (Carcassonne, Montauban, Foix, Albi, puis Toulouse).
Il est mobilisé dans l'infanterie pendant la première guerre mondiale et, entré caporal, il en ressort avec les galons de lieutenant. En 1916, il est décoré de la Légion d'honneur à titre militaire, ainsi que de la Croix de Guerre avec cinq citations. Il publie, avec le capitaine Marcel Clavel, un ouvrage relatant les faits d'armes du 81e régime d'infanterie.
Rendu à la vie civile, il s'engage en politique, du côté du parti radical. Il est élu conseiller général de Haute-Garonne, dans le canton de Barbazan, mandat qu'il conserve jusqu'à la guerre, puis, en novembre 1919, député sur la liste menée par Joseph Gheusi.
Membre de la commission de l'enseignement, il inaugure une longue carrière parlementaire (39 ans de mandat sous trois républiques différentes) largement consacrée à la question scolaire. Dès 1921, il présente une proposition de loi visant à réorganiser l'enseignement postscolaire.
Défenseur des humanités classiques, il soutient néanmoins le maintien d'une filière moderne dans l'enseignement secondaire. Il défend aussi l'éducation physique, qu'il souhaite obligatoire. Il est partisan de l'école unique, et d'une démocratisation de l'accès au supérieur. Il synthétisera ses positions en 1932 dans un ouvrage, préfacé par Édouard Herriot, intitulé « Pourquoi l'école unique ? ».
Il est aussi rapporteur de plusieurs projets de loi relatifs à l'enseignement : nationalisation des fonctions de contremaîtres et des maîtresses d'atelier des écoles pratiques d'industrie (1920), création d'écoles pratiques de commerce et d'industrie ou d'écoles de métiers (1921). Il intervient cependant aussi sur d'autres questions.
Tête de la liste présentée en Haute-Garonne par le parti radical et le Parti socialiste français (issu d'une scission du parti républicain socialiste) en 1924, il obtient 27,8 % des voix et est réélu.
Devenu vice-président de la commission des finances de la Chambre, et vice-président du Parti radical en 1926, il déploie une activité parlementaire intense, toujours sur les questions scolaires, mais en élargissant ses domaines d'intervention.
Il se consacre aussi beaucoup à sa fonction de rapporteur du budget de l'instruction publique, qu'il occupe de 1924 à 1932. Il produit, dans ce cadre, des rapports très détaillés sur l'état du système éducatif. Il est un des principaux soutiens à la politique de gratuité de l'enseignement secondaire qui se met en place sous cette législature.
En 1928, il est réélu député, battant dans la circonscription de Saint-Gaudens un autre sortant, le socialiste Lucien Labatut, au deuxième tour, avec 53,6 % des voix. Puis, en 1932, il affronte sans difficulté au second tour un candidat communiste, et est réélu avec 89,6 % des voix.
Il entre alors au gouvernement, avec le poste de sous-secrétaire d'État à l'Éducation nationale, chargé de l'enseignement technique, fonction qu'il exerce dans les gouvernements Édouard Herriot (3), Paul-Boncour et Daladier, jusqu'en octobre 1933, où il devient ministre des pensions dans le gouvernement Sarraut. Il conserve ce maroquin dans les gouvernements Chautemps  et Daladier.
Sa carrière ministérielle s'interrompt après la chute du gouvernement Daladier, à la suite des émeutes du 6 février 1934. Quelques semaines avant les élections de 1936, il devient vice-président de la Chambre.
Il prend alors ses distances avec la stratégie du Front populaire dans laquelle s'inscrit le parti radical. Il est réélu député de justesse, avec 50,8 % des voix, contre le socialiste Labatut, candidat du Front populaire.
Ducos reste cependant membre du groupe radical à la Chambre, où il est élu président de la commission de l'enseignement et des beaux-arts. Il est aussi rapporteur de la loi créant, en 1936, l'office national professionnel du Blé.
Lors de l'exposition universelle de 1937, il assure la présidence du pavillon de l'enseignement.
Incarnant désormais l'aile droite du parti radical, il entre au gouvernement Daladier, en septembre 1938, comme sous-secrétaire d'État à la Défense nationale, fonction qu'il conserve jusqu'à la chute du gouvernement Reynaud, en mai 1940.
Bien qu'ayant voté les pleins-pouvoirs à Pétain, il s'engage rapidement dans la Résistance, au sein du mouvement Combat, puis du M.U.R.. Il est brièvement arrêté par les Allemands, avant de réussir à s'évader, au péril de sa vie.
Son engagement dans la lutte contre l'occupant lui permet d'être relevé de l'inéligibilité qui frappe les parlementaires qui avaient voté en faveur de Pétain en 1940.
Il mène donc la liste radicale en Haute-Garonne pour l'élection de la première constituante, en octobre 1945, mais n'obtient que 7,5 % des voix, ce qui est insuffisant pour être élu. Il est ensuite, en décembre 1946, puis en novembre 1948, candidat à l'élection du Conseil de la République, mais en vain.
Il publie, en 1946, un ouvrage intitulé « Le Service de santé militaire en France, 13 septembre 1939-10 mai 1940 », chez un éditeur toulousain.
Il se consacre alors à ses mandats locaux : il est élu maire de Lihac en 1947, puis retrouve le conseil général, étant élu dans le canton de l'Isle-en-Dodon, cette fois, deux ans plus tard.
En 1951, il est de nouveau candidat à la députation, en deuxième position sur la liste du Rassemblement des gauches républicaines (Radicaux et UDSR) menée par Maurice Bourgès-Maunoury, il retrouve le Palais-Bourbon.
En juillet 1953, il intervient sur la réforme de l'enseignement. Il se fait alors le défenseur de la culture secondaire classique, s'opposant aux méthodes pédagogiques nouvelles, influencées par les États-Unis, et demande qu'on renonce à la création d'une agrégation de lettres modernes (sans latin).
En 1956, il est réélu député, toujours en deuxième position sur la liste menée par Bourgès-Maunoury.
Il est élu vice-président de la commission de l'éducation nationale. En 1956 il dépose une proposition de loi visant à porter l'obligation scolaire jusqu'à 16 ans. L'année suivante, il prône la mise en place d'une allocation-salaire pour les étudiants.
Au contraire de la majorité des radicaux de Haute-Garonne, et de Bourgès-Maunoury en particulier, Ducos apporte un soutien plein et entier au retour de Charles de Gaulle au pouvoir en 1958.
Il est facilement réélu député en novembre, à l'occasion d'une quadrangulaire où il obtient 50,4 % des voix.
Il entre alors en dissidence avec le parti radical, créant une fédération autonome, qu'il qualifie « d'orthodoxe » en Haute-Garonne. Siégeant d'abord parmi les non-inscrits à l'assemblée, il rejoint ensuite, en juillet 1959, le groupe de l'Entente démocratique, où il retrouve les radicaux.
Intervenant toujours principalement sur les questions scolaires, il prend dans le même temps de plus en plus de distances avec le pouvoir. Ayant voté l'investiture du gouvernement Debré, il en vient, en 1962, à voter la motion de censure contre le gouvernement Pompidou, dont l'adoption provoque la dissolution de l'assemblée nationale.
Il est encore réélu, au second tour, avec cependant plus de difficultés. Il obtient 47,6 % des voix contre 46 % au candidat socialiste, le reste allant au MRP. Il s'inscrit alors au groupe du Rassemblement démocratique, qui succède à l'entente. Pendant cette législature, il se situe clairement dans l'opposition, votant régulièrement contre les projets gouvernementaux.
Il continue d'intervenir sur les questions scolaires, lors de chaque débat en rapport avec ces questions.
En 1967, il se représente avec l'investiture de la FGDS, mais fait de nouveau face au socialiste Jean Lassère. C'est grâce à un bon report des voix de droite qu'il est réélu, avec 52,5 %, au second tour.
À 85 ans, il est à la fois le doyen de l'assemblée et le plus ancien député en exercice. Il lui revient de prononcer le discours d'ouverture, où il prône l'humanisme.
L'année suivante, après la dissolution de l'assemblée, Ducos bénéficie du soutien de toute la FGDS, et n'a donc pas de candidat socialiste contre lui. Il est facilement réélu avec 55,5 % des voix. Il est de nouveau le doyen de l'assemblée.
Sa dernière intervention dans l'hémicycle est consacrée encore à l'enseignement. En décembre 1969, il interpelle le ministre de l'éducation nationale, Olivier Guichard, pour protester contre le report de l'enseignement du latin à la classe de quatrième. Frappé d'un malaise dès la fin de son intervention, il est évacué par les huissiers et hospitalisé.
Sans démissionner, il se retire à Lihac et meurt en novembre 1970, à 89 ans.

## Carrière politique
- Conseiller général de la Haute-Garonne, dans le canton de Barbazan (1919-1940), puis celui de L'Isle-en-Dodon (1949-1970)
- Maire de Lilhac (1947-1970)

- Député radical de la Haute-Garonne de 1919 à 1940 et de 1951 à 1970

- Sous-secrétaire d'État à l'Enseignement Technique du 3 juin 1932 au 31 janvier 1933 dans les gouvernements Édouard Herriot (3) et Joseph Paul-Boncour;
- Sous-secrétaire d'État à l'Éducation nationale du 31 janvier au 26 octobre 1933 dans le gouvernement Édouard Daladier (1);
- Ministre des Pensions du 26 octobre 1933 au 9 février 1934 dans les gouvernements Albert Sarraut (1), Camille Chautemps (2) et Édouard Daladier (2);
- Sous-secrétaire d'État à la Défense nationale et à la Guerre du 13 septembre 1939 au 10 mai 1940 dans les gouvernements Édouard Daladier (4) et Paul Reynaud.

En tant que doyen des députés, il prononce le discours d'ouverture de la IVe législature de la Ve République à l'Assemblée nationale, le 17 juillet 1968.
À sa mort, son suppléant, François Gabas le remplace à l'Assemblée nationale.

## Distinctions
- Commandeur de la Légion d'honneur
- Croix de guerre 1914-1918 (5 citations)
- Commandeur de l'Ordre du Mérite (Hongrie)
- Commandeur de l'Ordre du Mérite maritime de la République espagnole
- Commandeur de la Distinction d'honneur de la République autrichienne

## Ouvrages
- Souviens-toi !...
- Paroles en province
- Le Parti radical et les anciens combattants, Campagne électorale 1936
- Le service de santé militaire en France, 13 septembre 1939-10 mai 1940
- Marxisme ou liberté ?
- Pour la défense du Latin
- Pourquoi l'école unique ?